# Andrew Falkiewicz
Andrew Wallis Falkiewicz, właściwie Andrzej Tadeusz Falkiewicz (ur. 26 lutego 1929 we Lwowie) – dyplomata i przedsiębiorca w Stanach Zjednoczonych pochodzenia polskiego.

## Życiorys
Urodził się 26 lutego 1929 we Lwowie. Jest synem dr. Tadeusza Falkiewicza (lekarz neurolog we Lwowie) i Marii Stefanii z rodu baronów Wallisch (córka nadleśniczego Emila Wallischa). Miał brata Rafała (poniósł śmierć w katastrofie samolotu). Do 1939 zamieszkiwał wraz z rodziną przy ulicy Sobińskiego 8a we Lwowie.
Podczas II wojny światowej po nastaniu okupacji sowieckiej został deportowany z matką i bratem w głąb ZSRR (tereny kazachskie), gdzie spędził 2,5 roku. Po uwolnieniu w 1941 wraz z Wojskiem Polskim ewakuował się z ZSRR. Później trafił do Wielkiej Brytanii, gdzie w Szkocji spotkał się z ojcem, pełniącym tam obowiązki lekarza Polskich Sił Zbrojnych na Zachodzie. Po wojnie przebywał początkowo w Wielkiej Brytanii. Ukończył studia techniczne na Uniwersytecie Edynburskim, gdzie w 1949 uzyskał tytuł Bachelor of Science 1 klasy. Przez sześć miesięcy pracował w fabryce Forda.
Następnie wraz z rodziną wyemigrował do Stanów Zjednoczonych (ojciec otworzył tam praktykę lekarską). Od 1953 do 1955 służył w armii amerykańskiej, otrzymując przydział do służby wywiadowczej i łączności. W latach 1955–1956 i 1956-1962 kontynuował kształcenie na Uniwersytecie Georgetown, gdzie uzyskał stopień doktora filozofii z zakresu matematyki.
Od 1956 do 1972 był zatrudniony w United States Information Agency. Od 1960 do 1972 był zatrudniony w służbie zagranicznej rządu federalnego Stanów Zjednoczonych jako foreign service officer, pracując w dziale prasowym w Waszyngtonie oraz w zagranicznych placówkach, m.in. w Bonn (Niemcy Zachodnie), Sajgonie (Wietnam). Od 1971 do 1972 był attaché (wzgl. konsulem) kulturalnym i doradcą w ambasadzie Stanów Zjednoczonych w Moskwie. W tym czasie stał na czele komórki United States Information Service (USIS) w Moskwie. W 1972 pracował w dziale Publications Affairs Office ambasady Stanów Zjednoczonych w Pradze (Czechosłowacja). Następnie od 1972 do 1974 pracował na stanowisku zastępcy sekretarza prasowego Ronalda L. Zieglera w biurze prasowym urzędującego prezydenta Stanów Zjednoczonych, Richarda Nixona (ang. Deputy Press Secretary »to the President«), kierując biurem polityki zagranicznej (ang. Foreign Policy Office), a także pełniąc także funkcję tłumacza dla prezydenta (np. podczas wizyty Nixona w Polsce w 1972). Latem 1972 wraz z ojcem przebywał na wycieczce w rodzinnym Lwowie, gdzie w tamtejszej radzie miejskiej złożył oficjalny protest przeciwko zniszczeniu Cmentarza Obrońców Lwowa. W 1973 był pomocnikiem szefa Departamentu Informacji dla Zagranicznych Korespondentów, R. L. Zieglera. Od 1974 do 1975 był asystentem dyrektora United States Information Agency, od 1976 do 1978 asystentem dyrektora Centralnej Agencji Wywiadowczej (CIA), w latach 1976-1978 kierowanego przez George'a Busha). Był założycielem i od 1979 do 1985 prezesem Dunedin Corporation, konsultantem ds. zarządzania w Waszyngtonie. Od 1979 był członkiem komitetu wykonawczego George'a Busha przed wyborami prezydenckim w 1980 oraz był doradcą organizacji kampanii wyborczej i specjalistą do spraw polityki zagranicznej. Od 1985 był dyrektorem ds. korporacyjnych w Philip Morris International. W czasie prezydentury George'a Busha pracował w jego administracji na początku lat 90. jako starszy doradca do spraw polityki zagranicznej w United States Agency for International Development.
Poza językiem polskim i angielskim posługiwał się biegle językiem rosyjskim. Z pierwszego małżeństwa, zakończonego rozwodem, miał dzieci Andreasa i Bożenę. Po raz drugi wziął ślub 20 kwietnia 1985 w kościele św. Jana w Waszyngtonie z Deborah Lynne Wince (analityk polityczny w Białym Domu Biuro Polityki Naukowo-Technicznej).